# Christoph Negritu
Christoph Negritu (* 21. März 1994 in Dinkelsbühl) ist ein deutscher Tennisspieler.

## Persönliches
Christoph Negritu begann mit drei Jahren Tennis zu spielen. Seine Mutter Georgetta Onel-Negritu war ebenfalls Tennisspielerin und trainiert ihn. Neben dem Sport studierte Negritu von 2015 bis 2018 an der Eberhard Karls Universität Tübingen Philosophie.

## Karriere
Negritu war 2011 und 2012 auf der ITF Junior Tour aktiv und erreichte dort Platz 406.
Er trainierte danach bei seinem Heimatverein TEV Fellbach, wo er bis 2018 mit Ausnahme von einem Jahr, als er in Berlin trainierte, blieb, und spielte gelegentlich Profiturniere. In der Weltrangliste gelang ihm 2015 im Einzel das erste Mal der Sprung unter die Top 1000, im Doppel gewann er von 2015 bis 2017 pro Jahr einen Titel auf der drittklassigen ITF Future Tour. Er verbesserte sich sukzessive im Ranking mit dem Jahr 2018 als vorläufigem Höhepunkt. Das erste Mal stand er auch bei einem Future-Turnier im Einzel im Endspiel. Von drei erreichten Endspielen nutzte er eines zu seinem ersten Einzeltitel. Zeitgleich gewann er mit dem Peruaner Alexander Merino vier Future-Turniere im Doppel, mit dem er noch häufig in seiner Karriere zusammenspielen sollte. Am Saisonende stand Negritu mit Platz 470 im Einzel und Platz 383 im Doppel in beiden Wertungen auf seinem Karrierehoch. Ab diesem Jahr spielte er außerdem für die Tennismannschaft TEC Waldau.
2019 verlegte Negritu seinen Trainingsmittelpunkt zum Stützpunkt des württembergischen Tennis-Bundes nach Stuttgart-Stammheim. In diesem Jahr nahm er an den Sommer-Universiade teil und belegte im Einzel den 5. Platz. Er gewann in diesem Jahr drei weitere Doppeltitel auf der Future Tour, fiel in der Rangliste aber in beiden Wertungen deutlich zurück. Nach der COVID-19-Pandemie fand er zunächst auch 2021 und 2022 trotz weiterer Titel nicht zu seinen Leistungen von 2018 zurück. 2021 und 2022 gewann er seinen zweiten und dritten Einzeltitel; im Doppel war er 2022 bei drei Turnieren erfolgreich und kam damit auf insgesamt 13 Titel in dieser Wertung.
2023 stellte einen Wendepunkt dar. Negritu gewann in der Saison acht Doppeltitel bei Futures und stand Mitte des Jahres erstmals in den Top 300, wodurch er das erste Mal Turniere der ATP Challenger Tour spielen konnte, wo er zunächst aber noch nicht erfolgreich war. Ein Kuriosum erlebte Negritu kurz vor Jahresende bei einem M15-Future-Turnier in Monastir. Da Regenfälle einen normalen Turnierbetrieb lange unmöglich machten, blieb der Turnierleitung nur ein Tag, um fast alle Matches ab dem Viertelfinale abzuhalten. Negritu spielte daraufhin drei Matches in Folge im Einzel, bevor er dasselbe auch im Doppel tat – also sechs Matches an einem Tag. Er verlor beide Endspiele. 2024 spielte Negritu die ganze Saison über mit Alexander Merino als festem Partner. Zunächst spielten sie weiter Futures und fügten fünf weitere Future-Titel ihrer Sammlung hinzu, bevor sie den Fokus auf Challengers legten. In Dobritsch und Sibiu gewann sie zwei niedrig dotierte Challenger-Turniere. Der größte Erfolg wurde der Turniersieg in Valencia, wo sie zwei Doppelpaarungen der Top 100 schlugen und womit Negritu auf ein neues Karrierehoch von Platz 171 im Doppel stieg. Zeitgleich schaffte er im Einzel ebenfalls erste Erfolge bei Challengers zu erzielen: in Dobritsch zog er das erste Mal ins Viertelfinale ein, sein bisher bestes Resultat. Dazu kam sein vierter Future-Titel, wodurch er auch im Einzel Platz 401 und damit seine beste Position erreichte.

## Erfolge
| Legende (Anzahl der Siege) |
| Grand Slam                 |
| ATP Finals                 |
| ATP Tour Masters 1000      |
| ATP Tour 500               |
| ATP Tour 250               |
| ATP Challenger Tour (6)    |

### Doppel

#### Turniersiege
| Nr. | Datum              | Turnier   | Belag     | Partner          | Finalgegner                        | Ergebnis         |
| --- | ------------------ | --------- | --------- | ---------------- | ---------------------------------- | ---------------- |
| 1.  | 23. August 2024    | Dobritsch | Sand      | Alexander Merino | Victor Vlad Cornea Ergi Kırkın     | 6:4, 6:2         |
| 2.  | 21. September 2024 | Sibiu     | Sand      | Alexander Merino | Liam Draxl Cleeve Harper           | 6:2, 7:62        |
| 3.  | 12. Oktober 2024   | Valencia  | Sand      | Alexander Merino | Karol Drzewiecki Piotr Matuszewski | 6:3, 6:4         |
| 4.  | 15. Februar 2025   | Teneriffa | Hartplatz | Alexander Merino | Daniel Cukierman Joshua Paris      | 2:6, 6:3, [10:8] |
| 5.  | 5. April 2025      | Barletta  | Sand      | Alexander Merino | Mats Hermans Tiago Pereira         | 7:65, 6:2        |
| 6.  | 26. Juli 2025      | Tampere   | Sand      | Wladyslaw Orlow  | Mats Hermans Mick Veldheer         | 7:5, 6:1         |